# Kilimanjaro-Mausspitzmaus

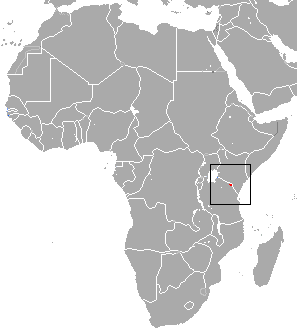
Verbreitungsgebiet der Kilimanjaro-Mausspitzmaus

Die Kilimanjaro-Mausspitzmaus oder Kilimanjaro-Waldspitzmaus (Myosorex zinki) ist eine wenig erforschte Spitzmausart aus der Gattung der Afrikanischen Waldspitzmäuse (Myosorex). Sie ist die einzige am Kilimandscharo in Tansania endemische Spitzmausart. Die Kilimanjaro-Mausspitzmaus wurde ursprünglich als Unterart der Ruwenzori-Mausspitzmaus (Myosorex blarina) beschrieben. Das Artepitheton ehrt den deutschen Ornithologen Gerhardt Zink, der 1952 das Typusexemplar gesammelt hatte.

## Merkmale
Die Kilimanjaro-Mausspitzmaus erreicht eine Kopf-Rumpf-Länge von 84 bis 100 mm, eine Schwanzlänge von 33 bis 37 mm, eine Hinterfußlänge von 15 bis 18 mm, eine Ohrlänge von 6 bis 8 mm, ein Gewicht von 14,5 bis 19,5 g, eine Schädellänge von 22,1 bis 23,7 mm und eine Schädelbreite von 11,3 bis 11,8 mm. Die gesamte Länge der oberen Zahnreihe vom ersten Schneidezahn bis zum dritten Molar beträgt 9,2 bis 9,7 mm.
Der weiche, dichte Pelz hat einen seidigen Glanz. Die Fellhaare sind ca. 6 mm lang. Das Rückenfell ist einheitlich dunkel graubraun mit auffälligem Seidenschimmer, wobei die Haare am Ansatz dunkelgrau und an der Spitze glänzend braun sind. Einige Haare haben ein subterminales weißes Band, das dem Fell ein fleckiges Aussehen verleiht.
Die Bauchbehaarung ist mäßig heller mit schimmernder Seidenoptik, wobei die Basis grau und die Spitze graubraun ist. Die unauffälligen Ohren sind durch die dichte Behaarung gut verdeckt. Die Vorder- und Hinterfüße sind dunkel pigmentiert und gut mit dunkelbraunen kurzen Haaren bedeckt. Der relativ kurze Schwanz, dessen Länge circa 38 % der Kopf-Rumpf-Länge beträgt, hat eine schwärzlich-braune Oberseite und eine braune Unterseite. Die Hirnschale ist hochgewölbt. Der erste obere Schneidezahn ist mäßig lang und hakenförmig, der dritte obere Molar ist breit. Es liegt kein Geschlechtsdimorphismus hinsichtlich der Körper- und Schädelmaße vor. Die Anzahl der Zitzen ist nicht bekannt.

## Lebensraum und Lebensweise
Die Kilimanjaro-Mausspitzmaus kommt in höheren Lagen zwischen 2470 und 4000 m auf dem Kilimandscharo in Tansania vor. Sie bewohnt Bergwald, Heideland, Moorland und die Ränder der alpinen Wüste. Ein Exemplar wurde an einem grasbewachsenen Flussufer gesammelt. Über die Lebensweise ist nichts bekannt.

## Status
Die Kilimanjaro-Mausspitzmaus wurde 2004 in der Kategorie „gefährdet“ (vulnerable) in die IUCN Red List aufgenommen. Gegenwärtig wird sie als „nicht gefährdet“ (least concern) eingeschätzt. Sie kommt im Kilimandscharo-Nationalpark vor und wird örtlich als häufig beschrieben.